# ناحیه ترانگ دین
ناحیه ترانگ دین (به لاتین: Tràng Định District) یک منطقهٔ مسکونی در ویتنام است که در شمال شرقی ویتنام واقع شده‌است.

## خصوصیات
ناحیه ترانگ دین ۹۹۵ کیلومترمربع مساحت و ۶۲٬۸۶۹ نفر جمعیت دارد.